# Zimowe Igrzyska Azjatyckie 2011
Zimowe Igrzyska Azjatyckie 2011, VII Zimowe Igrzyska Azjatyckie – siódma edycja zimowych igrzysk azjatyckich, która odbyła się od 30 stycznia do 6 lutego 2011 w Astanie i Ałmaty. Po raz pierwszy organizację zimowych igrzysk azjatyckich przyznano Kazachstanowi.

## Wybór gospodarza

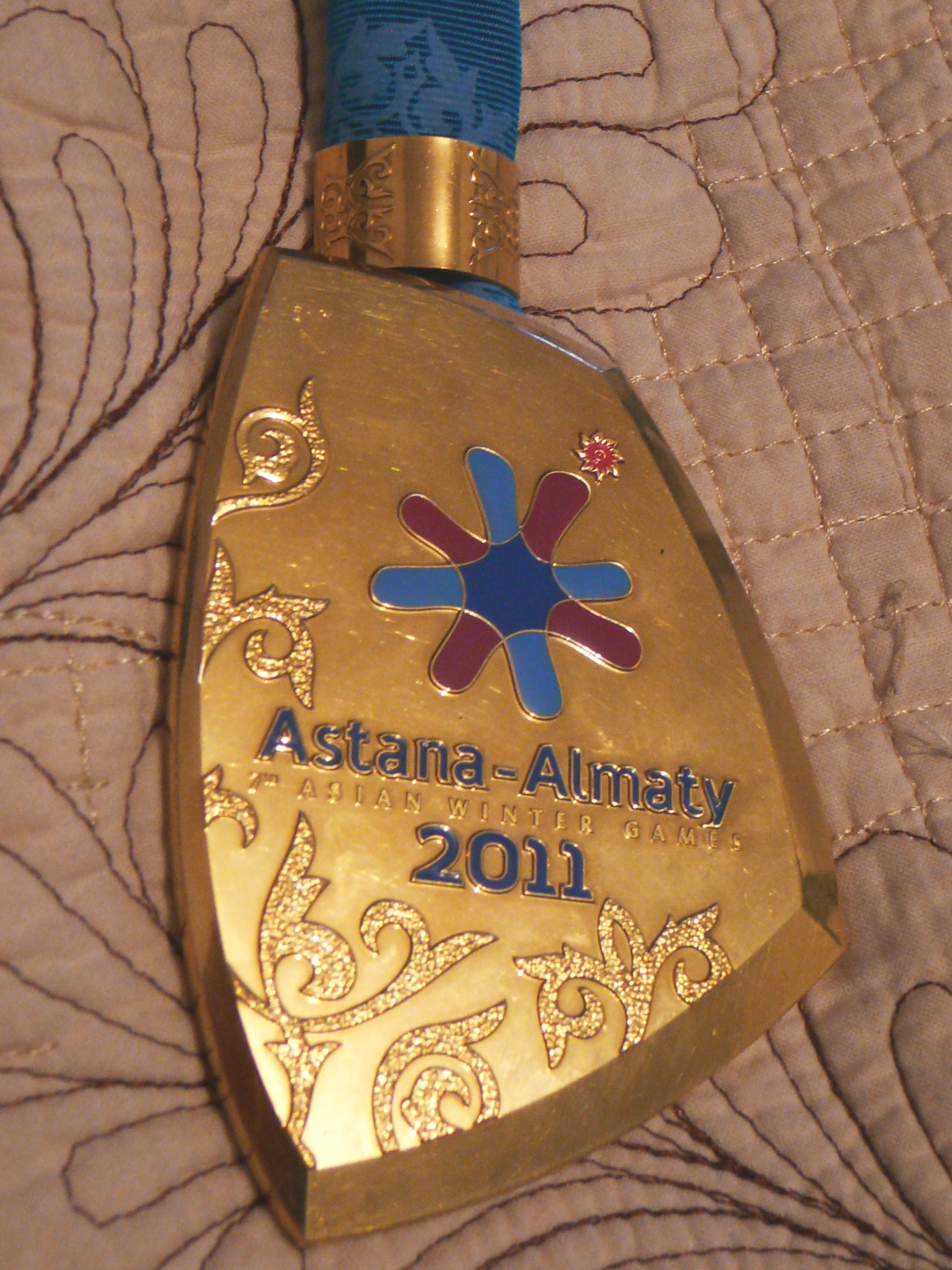
Złoty medal Zimowych Igrzysk Azjatyckich 2011

Wyboru gospodarza Zimowych Igrzysk Azjatyckich 2011 dokonano 4 marca 2006 w Kuwejcie. Organizatorów wybrali członkowie Azjatyckiej Wspólnoty Olimpijskiej.

## Konkurencje
W trakcie Zimowych Igrzysk Azjatyckich 2011 rozegrano 69 konkurencji w 11 dyscyplinach sportowych.
Liczbę konkurencji w zależności od dyscypliny przedstawia poniższa lista.
- Narciarstwo alpejskie (6)
- Bandy (1)
- Biathlon (7)
- Biegi narciarskie (12)
- Łyżwiarstwo figurowe (4)
- Narciarstwo dowolne (6)
- Hokej na lodzie (2)
- Short track (8)
- Skoki narciarskie (3)
- Narciarski bieg na orientację (8)
- Łyżwiarstwo szybkie (12)

## Państwa uczestniczące
W igrzyskach wzięło udział 991 zawodników z 27 państw.
| - Afganistan (1) - Bahrajn (17) - Chiny (134) - Chińskie Tajpej (32) - Filipiny (3) - Hongkong (3) - Indie (11) - Indonezja (149) - Iran (10) - Japonia (102) - Jordania (2) | - Katar (4) - Kazachstan (169) - Kirgistan (53) - Korea Południowa (108) - Korea Północna (32) - Kuwejt (21) - Liban (2) - Malezja (22) - Mongolia (52) - Nepal (1) | - Palestyna (2) - Singapur (1) - Tadżykistan (2) - Tajlandia (25) - Uzbekistan (8) - Zjednoczone Emiraty Arabskie (25) |

## Tabela medalowa
Najwięcej medali zdobyli gospodarze igrzysk azjatyckich, reprezentanci Kazachstanu. Złote medale zdobyli zawodnicy i zawodniczki jeszcze z trzech państw – Japonii, Korei Południowej i Chin. Spośród 27 krajów, medale zdobyli przedstawiciele ośmiu. Przyznano łącznie 207 medali.
| #  | Reprezentacja    | Złoto | Srebro | Brąz | Razem |
| -- | ---------------- | ----- | ------ | ---- | ----- |
| 1. | Kazachstan       | 32    | 21     | 17   | 70    |
| 2. | Japonia          | 13    | 24     | 17   | 54    |
| 3. | Korea Południowa | 13    | 12     | 13   | 38    |
| 4. | Chiny            | 11    | 10     | 14   | 35    |
| 5. | Mongolia         | –     | 1      | 4    | 5     |
| 6. | Iran             | –     | 1      | 2    | 3     |
| 7. | Kirgistan        | –     | –      | 1    | 1     |
| 7. | Korea Północna   | –     | –      | 1    | 1     |